# Борода
Борода́ — волосяной покров на нижней части лица и передней части шеи. Один из мужских признаков полового диморфизма у человека, обусловленных выработкой организмом тестостерона. Борода начинает развиваться в период полового созревания.

## Эволюционное значение
Борода, усы и бакенбарды, судя по всему, появились у мужчин для повышения конкурентоспособности, наподобие боевой раскраски, которая визуально повышает статус в глазах сородичей. В. Р. Дольник предполагал, что пышная шевелюра у человека (как грива у старых самцов павиана) может повышать его статус в глазах сородичей. А Чарльз Дарвин считал, что борода возникла из-за полового отбора, так как служит украшением, увеличивающим привлекательность самцов.
Борода у мужчин могла эволюционно появиться как элемент защиты от ударов по лицу, считают биологи из Университета Юты. Свою гипотезу они проверили экспериментальным путем. Посвященное этому исследование было опубликовано в журнале Organismal Biology.
Была опровергнута предположительная связь между бородой и привлекательностью. Борода вероятно нужна для более эффективной конкуренции между мужчинами, так как мужчины с бородами кажутся более доминирующими, агрессивными, и имеющими более высокий статус, чем мужчины с чисто выбритыми лицами. С другой стороны, на современном этапе исторического развития, признаком социального статуса служит не сама борода, не её длина, ширина и форма, а степень её опрятности и ухоженности, которая позволяет судить об обеспеченности и общем уровне личной гигиены её обладателя, неухоженная «естественная» борода является верным признаком малообеспеченного, а подчас нищего и бездомного человека, не имеющего доступа к средствам для бритья и не способного приобрести элементарные бритвенные принадлежности. Аналогичное впечатление на окружающих создаёт «прокуренная» борода. На пределе, в зависимости от степени ухоженности, состояния и внешнего вида бороды её обладатель воспринимается встречными либо как кинозвезда, либо как бездомный. Собственно, под таким заголовком и вышла статья-исследование в британской газете «Индепендент». Как правило, замечания о том, что борода делает его обладателя похожим на бездомного, поступают не от окружающих, которые не считают нужным высказывать своё мнение вслух, а непосредственно от родных и близких, зачастую от супруги или спутницы, беспокоящихся о внешнем виде своего полового партнёра. В значительной степени, формированию общественного стереотипа, вызывающего стойкие ассоциации между наличием бороды и отсутствием постоянного места жительства, способствовали визуальные СМИ. Один из бездомных мужчин, опрошенных в рамках исследования, проведённого совместно американскими и шведскими учёными, сказал следующее: «Люди смотрят на мои длинные волосы и бороду и думают, что я наркозависимый или не заслуживающий доверия человек». Периодически на Западе проводятся благотворительные кампании по отращиванию бороды для сбора средств в поддержку бездомных под названием «Отрасти бороду для бездомных» и тому подобными, иногда в виде частной инициативы. Практические рекомендации, как отрастить бороду и при этом не выглядеть бездомным, содержатся в популярном журнале для мужчин Men’s Health. Стадия роста, на которой борода имеет наибольшие ассоциации с бездомными названа «Фазой Йена Била» по имени персонажа популярного телесериала «Жители Ист-Энда». Чтобы избежать позора при отращивании бороды, рекомендуется выбрать период в календаре, который можно провести, не выходя на публику, и посвятить его приданию бороды эстетичного внешнего вида.
С глубокой древности существует погонофобия (от др.-греч. πώγων [pogon] — «борода» + др.-греч. φόβος [phobos] «страх») — разновидность фобии, доведённая до крайности неприязнь, страх перед бородами, практически облекающаяся в разнообразные социальные и политические запреты, связанные с отращиванием бороды. Ей противостоит бердизм (от англ. beard — «борода») — движение в поддержку бородатости, органом которого является Фронт Освобождения Бороды (Beard Liberation Front) со штаб-квартирой в Лондоне. Вехой в существовании движения считается приход на пост Министра иностранных дел Великобритании Робина Кука — первого британского министра с бородой.

## История
Все мужчины Древнего Египта брили бороду. Правом носить бороду обладал только фараон (в знак своего владения землёй), но его борода была искусственной. Её, как и парик, делали из шерсти или из срезанных волос, перевитых золотыми нитями, и подвязывали к подбородку шнурком. Этой церемониальной бороде могли придавать разные формы, но самой распространённой была загнутая на конце косичка, похожая на кошачий хвост.
Александр Македонский приказывал своим солдатам сбривать бороду, чтобы вражеский воин не мог схватить за неё в ходе сражения.
В Римской империи бритое лицо и короткая стрижка были одними из признаков цивилизованности и выделяли римлянина из «диких» народов. Конец этой традиции положил император Адриан.
Кубинские повстанцы против режима Батисты во главе с Ф. Кастро были известны как «барбудос» — бородатые.

### Типажи по эпохам
История моды на волосатость лица также демонстрирует определяющее влияние социального фактора на возможность иметь усы и бороды, на допустимые фасоны бород, на отношение к ним со стороны общества.
В Древнем Египте мужчины брили бороду и усы, небольшие искусственные бороды носили только представители царской семьи. В Древней Греции бритьё вошло в обиход с IV века до н. э., оттуда оно было перенято римлянами после завоевания Греции Римом. Мода на усы и бороду восстановилась в Риме при Адриане
- Аменхотеп I
- Перикл
- Император Адриан
- Император Септимий Север

Документированная история западноевропейских стран позволяет наблюдать процесс чередования стандартов мужского внешнего вида. Отмечается закономерность: при моде на пышные причёски бороды укорачивались или исчезали совсем, и наоборот, когда носили более простые причёски, бороде и усам уделялось большее внимание. В позднее Средневековье и ранний Ренессанс (XIV—XV вв.) идеалом мужской внешности было выглядеть похожим на юношу в любом возрасте, и мужские лица были бриты. В период господства бургундской моды при длинных завитых волосах появляются лишь небольшие усы и бороды.
В последующий период (с 1500 года до конца Ренессанса (1620)) большинство мужчин всех возрастов носили бороды и длинные усы.
- Портрет человека кисти Ганса Гольбейна
- Лукас Кранах
- Франциск I (король Франции)
- Генрих VIII
- Карл IX (король Франции)

С началом эпохи барокко (с 1620) борода вышла из моды, приблизительно с 1680 года усы также исчезли. Во Франции, бывшей европейской законодательницей мод, придворные, подражая молодому королю Людовику XIV, чисто брили лицо, усы носили лишь военные. До середины XIX века полностью преобладала модель бритого мужского лица. После революции 1848 года произошёл обратный процесс, который распространился на всю Европу: усы и борода стали господствующими во внешнем виде мужчин.
- Карл Маркс
- Виктор Гюго
- Чарльз Дарвин
- Лев Толстой
- Луи Пастер
- Пётр Чайковский
- Клод Моне
- Степан Макаров
- Огюст Роден
- Иван Шишкин
- Джузеппе Верди
- Модест Мусоргский
- Джеймс Максвелл
- Иван Тургенев
- Антонио Гауди
- Сергей Танеев

Но со второй четверти XX века бритые лица становились массовым феноменом. Чередование периодов бритости и волосатости мужских лиц как массового феномена мужской моды и мужских предпочтений можно рассматривать в связи с изменением преобладающего в тот или иной исторический период мужского идеала. В эпоху преобладания идеала мужественного мужчины в моде присутствуют усы и бороды, поскольку они воспринимаются как естественные и наиболее яркие признаки и символы мужественности. Наоборот, с началом перехода общественного сознания к женственному идеалу мужчины лица мужчин становятся бритыми, мужские вторичные половые признаки в виде волос на лице удаляются. Преобладающие тенденции всегда типичны для широких слоёв населения вне зависимости от профессии или общественного статуса. Но всегда существуют общественные слои, сохраняющие независимость и преемственность традиции своего внешнего вида.
- Иван Павлов, учёный-физиолог
- Анри Матисс, художник и скульптор
- Фидель Кастро, политик
- Эди Рама, общественный и политический деятель
- Алан Кокс, программист
- Псой Короленко, музыкант, перформансист, филолог и журналист
- Григорий Перельман, математик
- Григорий Добрыгин, актёр
- Патрик Ротфусс, писатель-фантаст
- Обри ди Грей, учёный-геронтолог

## Борода в религии

### Иудаизм
В Танахе евреям запрещается сбривать бороду:
Не стригите головы вашей кругом, и не порти края бороды твоей.

(Лев. 19:27)
Обритая борода считается потерей чести (2 Цар.10:4-6, 1 Пар.19:4-6 и др.). Причины запрета не ясны, возможно, в Древнем мире стиль бороды являлся этническим маркером. В новое время с распространением каббалы запрет приобрёл мистический смысл. Известный каббалист Рамхаль не носил бороды, проживая за пределами Святой Земли Израиля. Сегодня обычаи бритья и стиль бород варьируются от общины к общине. Например, в хасидизме удаление бороды равнозначно формальному разрыву с общиной, а религиозные сефарды и литваки не придают бритью особого значения. Общим, в том числе среди нерелигиозных евреев, является правило не бриться в течение месяца в знак траура по близкому родственнику.

### В православии и в России
В греческой православной церкви ко времени Крещения Руси, к концу X века, установился всеобщий обычай среди православных — обязательное брадоношение. Во время Раскола христианской церкви в 1054 году одним из обвинений, которое выдвинули православные греки против латинян (католиков), было брадобритие:
И не желают они обратить внимание на Писание, которое говорит: «Не стригите головы вашей кругом, и не порти края бороды твоей» (Лев.19, 27), как и совсем не хотят признать, что (лишь) женам благопристойно этот (вид) при творении устроил Бог, мужам же судил быть несообразным (сему виду).
Об обязательном ношении бороды для христианина писали многие православные святители и писатели. Во главе Русской церкви стояли греческие митрополиты, которых ставил Константинопольский патриарх, и они ему же и подчинялись, поэтому русские взяли греческие религиозные воззрения, в том числе обязательное брадоношение. Ношение бороды в России было установлено и закреплено законодательно в сборниках гражданских и церковных правил и традиционно сохранялось.
По Русской Правде за причинение ущерба бороде («А кто порветь бороду») или усам полагался особо высокий штраф — 12 гривен — всего втрое меньше штрафа за убийство человека.
Правила о брадоношении были закреплены в Кормчих книгах, Номоканонах — сборниках правил, обязательных для всех православных. В решениях Стоглавого собора Русской поместной церкви в 1551 году подтверждён запрет на брадобритие — 40 глава. Запрет на брадобритие вошёл и в Большой Потребник. Запрет на бритьё бороды сохранился и после церковной реформы. Кормчая, напечатанная в 1661 году, повторяет этот запрет. Патриарх Адриан в своих проповедях говорит о запрете на сбривание бороды и сравнивает брадобрийцев с собаками и кошками и говорит о том, что они становятся женоподобными. Брадобритие считалось в православной Руси признаком педерастии и мужеложества.
Радикальное изменение — обязательное бритьё бороды было введено Петром I в 1699 году сначала на царских пирах, а затем и среди всего боярства. Сбривание бороды шло вразрез с традиционными православными представлениями об образе благочестивого христианина, достойного человека, мужской красоте и поэтому нововведение вызывало массовые неодобрения и протесты. 16 января 1705 года вышел указ, дозволяющий носить бороду священникам и диаконам без платы, а всем остальным за специальную плату, с носящих бороду мужчин взималась особая пошлина, уплатившим её выдавалась специально отчеканенная бона — бородовой знак, с разных категорий людей разные суммы: 60, 100 и 30 рублей. Пётр стремился к полной ликвидации брадоношения среди жителей городов, поэтому указ о разрешении носить бороду существовал недолго. Указом 17 декабря 1713 года было запрещено носить бороды, носить русскую одежду и торговать национальной русской одеждой и сапогами (торговать можно было только одеждой немецкого образца) ; указом от 29 декабря 1714 года было введено наказание для ослушников — их били кнутом и отправляли на каторгу. Исключение для ношения бороды и национальной одежды было сделано только для старообрядцев, согласно указу Петра от 6 апреля 1722 года старообрядцы должны были платить по 50 рублей в год за бороду, и они не имели права никакой другой одежды носить кроме как: зипун со стоячим клееным козырем (воротником), ферези и однорядку с лежачим ожерельем. Воротник должен быть обязательно красного цвета — из красного сукна, а само платье нельзя носить красного цвета. Если кто из старообрядцев появлялся в другой одежде, то с того брали штраф — 50 рублей. 13 ноября 1724 года по просьбе архиепископа Нижегородского Питирима Пётр издал указ о том, чтобы выдавать старообрядцам медные знаки, указывающие, что плата за бороду уплачена, эти знаки старообрядцы были обязаны нашивать на свою одежду и их носить; женщины-старообрядки, согласно этому указу, были обязаны носить платья опашни и шапки с рогами.
Драконовские меры Петра объяснялись[уточнить] тем, что борода является естественным инкубатором вшей, а неухоженная, завшивевшая борода — потенциальным источником разносимой вшами заразы (в частности тифа). В условиях отсутствия дезинфицирующих средств и современных средств гигиены (шампуней для бороды и т. п.), усугублявшихся пищевой и питьевой культурой русского народа[уточнить], что отразилось даже в русском фольклоре («по усам текло, по бороде текло, да в рот не попало», — бутылок, трубочек и сосудов для питья с узким горлышком на Руси в то время ещё не было), единственным[уточнить] способом обезопасить свою бороду от нашествия вшей и других насекомых было сбрить её. С этой точки зрения, проведенные Петром реформы были санитарными мероприятиями по предотвращению разнообразных эпидемий. Такая практика была широко распространена в европейских армиях и флотах, что и было перенесено на российские реалии. То, с каким упорством Пётр боролся с ношением подданными бород, может быть объяснено его патологической инсектофобией. Невероятно, но отважный до лихой удали монарх смертельно боялся тараканов и не входил в помещение, пока не удостоверялся в том, что на стенах и на потолке не было ползающих насекомых, для этого в штате придворных появились специальные ловчие (отсюда также внедрение Петром другой западной инновации — штукатурить стены и белить их, чтобы на фоне белой поверхности были видны насекомые, белые стены и потолки постепенно вытеснили в госучреждениях, до того именовавшихся «избами», традиционные русские бревенчатые стены и своды).
Политика искоренения бороды проводилась весь XVIII век, с этой целью христианские сочинения, в которых говорилось об обязательном брадоношении, не печатали. Например, совсем не печатали с середины XVII века Кормчую — сборник правил Православной церкви. Когда же её напечатали в 1778 году, то 47 главу, в которой говорится о запрете на бритьё бороды, исключили.
Ища выход из идеологического тупика, Уваров предложил в 1833 году теорию «официальной народности». Развивая эту идею, славянофилы вернулись к ношению бороды и к ношению русской одежды. Правительство отрицательно относилось к славянофилам: отдельных славянофилов за резкость высказываний сажали на несколько месяцев в Петропавловскую крепость. Все же попытки славянофилами издания газет и журналов немедленно пресекались. Но идеи возвращения к своим православным и национальным корням постепенно находили сторонников в образованном обществе. Два императора, Александр III и Николай II, уже сами носили бороды. Разумеется, бороды первых лиц государства отличались высшей степенью опрятности и ухоженности.

### Католичество
Католическим священнослужителям предписано не иметь свободно растущей бороды: «Clericus nec comam nutriat nec barbam». Трактовка этого предписания в разные периоды была различной. Фактически, многие папы даже в эпоху позднего Средневековья и Возрождения носили полноценные бороды и усы (Юлий II, Климент VII, Павел III, Юлий III, Марцелл II, Павел IV, Пий IV, Пий V). В унии никогда не действовали правила о брадобритии.

### Ислам
По мнению большинства исламских правоведов ношение бороды является обязательным для каждого мусульманина, а её сбривание запрещённым. Мусульманам рекомендуется отпускать бороду длиной в сжатый кулак. Стрижка усов и отпускание бороды относится к человеческому естеству (фитра).
Согласно преданию, во времена пророка Мухаммеда ношение усов и сбривание бороды было отличительной особенностью огнепоклонников. Исламские богословы считают, что мужчина, сбривающий бороду, уподобляется женщине.

## Борода в вооружённых силах
В большинстве современных вооружённых сил западных стран ношение бороды военнослужащим запрещено, к причинам относят гигиенические соображения, унификацию внешнего вида, преимущество в рукопашной схватке, удобство ношения противогаза и кислородных масок в авиации.
Однако, например, военнослужащим США запрещено брить бороду в тропиках из-за большой опасности занести инфекцию при порезах, а также paзpeшaется нocить бороду в Афганистанe и других мусульманских странах для того, чтобы сближаться с местными жителями и для защиты лица — от пыли, песка, обморожения зимой. Во время службы американцев в Афганистане появился миф о «тактической бороде» — якобы, наличие бороды улучшает боевые показатели солдат.
В России после петровских реформ ношение бороды сохранялось в Терском казачьем войске и в Земском войске. 20 августа 1874 года было разрешено носить бороды военнослужащим всех войск, кроме гвардии, гренадер и жандармов, 26 апреля 1881 года — гвардейцам (после чего носить бороду стали, в частности, в 3-й и 5-й ротах Преображенского полка) и гренадерам, в 1892 году — жандармам. В современных вооружённых силах России ношение бороды допускается только на флоте.

## Бородатые женщины
Женщины, как и мужчины, способны отращивать бороды (в особенности при применении андрогенных стероидов в качестве сопутствующей терапии рака молочной железы). С давних времён такие женщины являлись предметом любопытства. Хотя большинство женщин сбривают или выщипывают любую растительность на подбородке, некоторые из них, в особенности женщины с окладистыми бородами, зарабатывают на жизнь выступлениями перед публикой в так называемых «Шоу чудес», то есть в гастролирующих цирках, распространённых в США. Контраст между длинной бородой на лице и такими женскими атрибутами как высокий голос певицы, выступающей в платье, подчёркивающим её женственность, гарантирует интерес к прочим цирковым аттракционам, поэтому такие женщины традиционно имели богатый выбор работодателей и их выступления очень хорошо оплачивались.
Примером является Юлия Пастрана.
При наличии у женщины заметного пушка на лице часто применяется эпиляция.